# Шелбівілл (Кентуккі)
Шелбівілл (англ. Shelbyville) — місто (англ. city) в США, в окрузі Шелбі штату Кентуккі. Населення — 17 282 особи (2020).

## Географія
Шелбівілл розташований за координатами 38°12′21″ пн. ш. 85°13′41″ зх. д. / 38.20583° пн. ш. 85.22806° зх. д. (38.205898, -85.228181).  За даними Бюро перепису населення США в 2010 році місто мало площу 21,27 км², з яких 20,87 км² — суходіл та 0,40 км² — водойми.

## Демографія
Згідно з переписом 2010 року, у місті мешкало 14 045 осіб у 5235 домогосподарствах у складі 3562 родин. Густота населення становила 660 осіб/км².  Було 5781 помешкання (272/км²).
Расовий склад населення:
| - 74,5 % — білих - 12,8 % — чорних або афроамериканців - 0,8 % — азіатів - 0,5 % — корінних американців - 0,2 % — вихідців з тихоокеанських островів - 7,8 % — осіб інших рас |

До двох чи більше рас належало 3,5 %. Частка іспаномовних становила 17,8 % від усіх жителів.
За віковим діапазоном населення розподілялося таким чином: 28,7 % — особи молодші 18 років, 61,4 % — особи у віці 18—64 років, 9,9 % — особи у віці 65 років та старші. Медіана віку мешканця становила 32,6 року. На 100 осіб жіночої статі у місті припадало 94,7 чоловіків;  на 100 жінок у віці від 18 років та старших — 91,6 чоловіків також старших 18 років.
Середній дохід на одне домашнє господарство  становив 54 686 доларів США (медіана — 45 398), а середній дохід на одну сім'ю — 63 926 доларів (медіана — 52 601). Медіана доходів становила 40 866 доларів для чоловіків та 31 290 доларів для жінок. За межею бідності перебувало 16,0 % осіб, у тому числі 20,1 % дітей у віці до 18 років та 11,5 % осіб у віці 65 років та старших.
Цивільне працевлаштоване населення становило 7049 осіб. Основні галузі зайнятості: освіта, охорона здоров'я та соціальна допомога — 18,9 %, роздрібна торгівля — 16,8 %, мистецтво, розваги та відпочинок — 13,4 %, виробництво — 12,3 %.